# Консорція (етногенез)
Консо́рція — в пасіонарній теорії етногенезу, група людей, об'єднаних історично долею, часто ефемерно на короткий час.
Лев Гумільов писав про консорції: «До цього розряду входять гуртки, артілі, секти, банди та інші нестійкі об'єднання. Найчастіше розпадаються, а часом зберігаються терміном на кілька поколінь. Тоді вони стають конвіксіями». Приклади консорцій — землепрохідці, наприклад, козаки, що підкорили Сибір чи пілігрими, які заснували Массачусетс.